# زیردریایی یو-۲۲۹

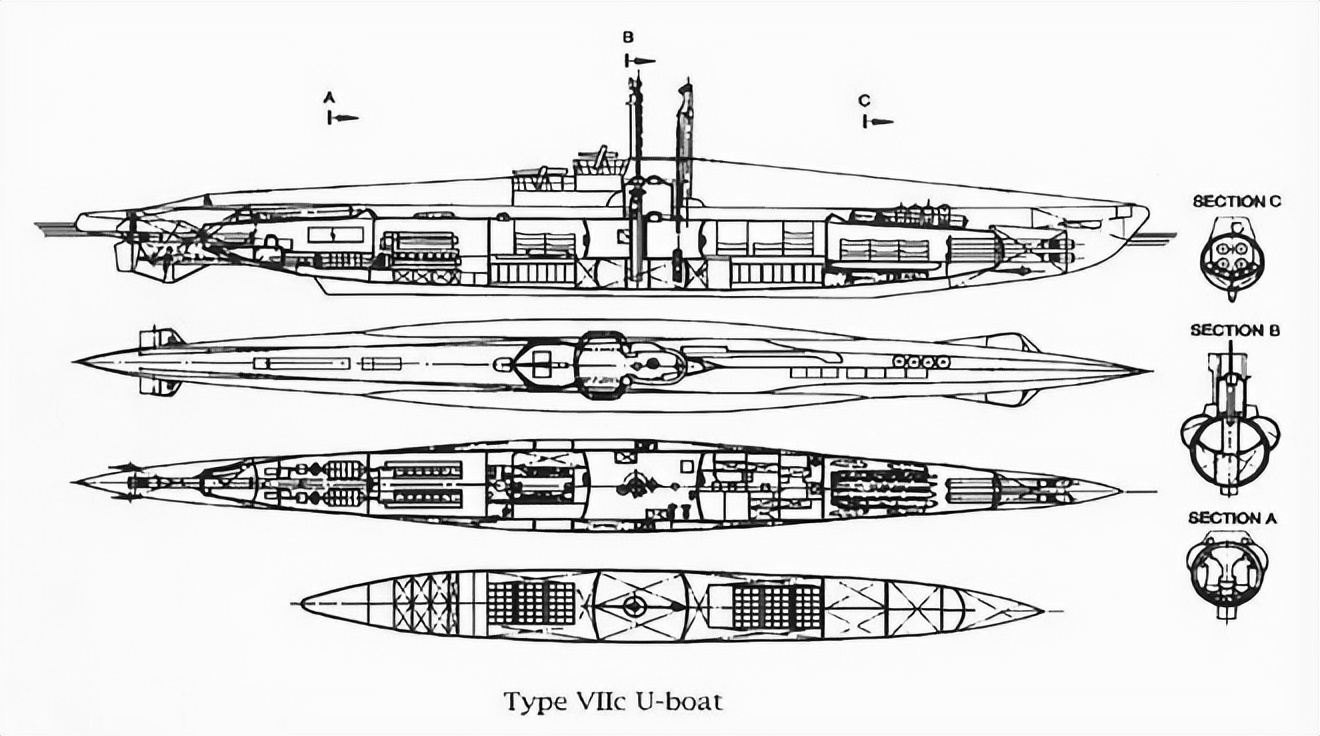
یک قایق از نوع VIIC.

زیردریایی یو-۲۲۹ (به انگلیسی: German submarine U-229) یک زیردریایی بود که طول آن ۶۷٫۱ متر (۲۲۰ فوت ۲ اینچ) بود. این زیردریایی در سال ۱۹۴۲ ساخته شد.